# Make It Right: The Series - Rak ok doen
Make It Right: The Series - Rak ok doen (Make It Right The Series รักออกเดิน; titolo internazionale Make It Right: The Series) è una serie televisiva thailandese diretta da Rachyd Kusolkulsiri, adattamento dall'omonima graphic novel scritta da BADBOYZ. Di genere Boy Love, vede la formazione di diverse coppie omosessuali (e non) tra ragazzi del liceo.
La prima stagione è stata prodotta e trasmessa da Channel 9 MCOT HD dal 15 maggio al 31 luglio 2016; la seconda stagione viene invece realizzata e pubblicata da Line TV, che già aveva pubblicato la prima stagione in versione integrale poco dopo la trasmissione televisiva, dal 7 maggio al 5 agosto 2017.
Buona parte del cast si è riunito più volte in produzioni come War of High School - Songkhram hai sakhun, Sayam 13 chuamong (piena di easter egg su "Make It Right") ed Enough.
Nel 2019 Line TV ha prodotto Make It Live: On The Beach, spin off incentrato su Fuse e Tee.

## Trama
Quando Fuse scopre che la sua ragazza Jean lo sta tradendo, afflitto emotivamente, va in un locale con degli amici e finisce per ubriacarsi fortemente. Lì incontra un vecchio amico, Tee, e tra i due sembra scattare una certa intesa; quando quest'ultimo lo accompagna a casa i due, entrambi ubriachi, finiscono a letto insieme e, successivamente, iniziano lentamente a provare qualcosa l'uno per l'altro.
Book e Frame sono compagni di classe di Fuse. I due casualmente una sera si incontrano tramite un'app d'incontri, finendo anche loro a letto insieme e cominciando piano piano una relazione sentimentale.
Rodtang è un ragazzo che intraprende diverse attività scolastiche, tra cui il basket: proprio durante un allenamento s'innamora in un colpo di fulmine di Fuse ed è determinato a conquistarlo, ostacolato però da Nine, un amico di Fuse che non lo vede di buon occhio. Tra i due però, inizierà a formarsi un legame molto stretto.
L'ultima coppia protagonista è formata da Lookmo e Yok; il primo è il migliore amico di Fuse che, dopo essere stato improvvisamente lasciato dalla ragazza di cui era perdutamente innamorato senza alcuna spiegazione, si innamora a prima vista di Yok, un ragazzo gay dichiarato in lotta con la madre omofoba che cerca in ogni modo di "convertire" il figlio.

## Personaggi e interpreti

### Principali
- Fuse (stagioni 1-2), interpretato da Peemapol Panichtamrong "Peak".
Ragazzo allegro e pieno di amici. Afflitto dopo aver scoperto che la fidanzata Jean lo tradisce, comincia a piccoli passi a sviluppare una storia con un amico, Tee, dopo esserci andato a letto insieme da ubriaco. Nonostante si innamori sinceramente di lui, non riesce ancora a lasciare la sua ragazza.
- Tee (stagioni 1-2), interpretato da Krittapak Udompanich "Boom".
Ragazzo di indole tranquilla e pacata. Da sempre amico di Fuse, in una sera in cui quest'ultimo è ubriaco tra i due scatta la scintilla e finiscono a letto insieme, innamorandosi. Per amor suo, Tee sopporta silenziosamente che Fuse non riesca ancora a lasciare la sua ragazza.
- Frame (stagioni 1-2), interpretato da Pawat Chittsawangdee "Ohm".
Compagno di banco e caro amico di Fuse, bisessuale e con la fama di essere un playboy senza interesse per una relazione seria. Quando tramite un'app di incontri gay casualmente finisce a letto con il compagno di classe Book, tra i due comincia a nascere l'amore, anche se in realtà Frame aveva sempre nutrito un certo interesse per lui.
- Book (stagioni 1-2), interpretato da Sittiwat Imerbpathom "Toey".
Rappresentante di classe, ragazzo timido e dedito allo studio. È bisessuale, reduce da una tormentata storia con un ragazzo prima e una svogliata con una ragazza poi, trova in Frame il suo vero amore, dopo essere finito casualmente a letto con lui grazie ad un app di incontri gay.
- Rodtang (stagioni 1-2), interpretato da Boonyakorn Ratanaumnuayshai "Beam".
Spensierato e dal carattere infantile ed esuberante, è impegnato in mille attività scolastiche. S'innamora a prima vista di Fuse, ma quando capisce che è già impegnato ci rimane male, finché non capisce di provare qualcosa per Nine.
- Nine (stagioni 1-2), interpretato da Manapat Techakumphu "Bonne" (stagione 1) e Kittiphong Lerganjanoi "Win" (stagione 2).
Amico di Fuse, inizialmente infastidito da Rodtang e dalla sua sfacciata corte all'amico. Prova a farlo desistere, spesso nervosamente, ma senza accorgersene lo prende sotto la sua ala protettiva e con il tempo se ne innamora.
- Yok (stagioni 1-2), interpretato da Sutiwas Wongsamran "Aof".
Migliore amico di Kritsana e dichiaratamente gay, motivo per il quale ha un pessimo rapporto con la madre, che cerca a tutti i costi di fargli conoscere ragazze. Ragazzo esuberante e dalle reazioni esagerate, nella seconda stagione Mo si innamora di lui a prima vista e inizia a corteggiarlo riuscendo a conquistarlo. Proprio grazie ai suoi sinceri sentimenti riesce a far accettare alla madre la sua omosessualità.
- Lookmo "Mo" (stagione 2, ricorrente 1), interpretato da Vitchapol Somkid "Nice".
Migliore amico di Fuse, è un ragazzo sempre allegro e ficcanaso, soprattutto con i suoi amici. Ha una relazione considerata da tutti perfetta con una ragazza che ama molto, ma viene lasciato da lei al termine della prima stagione senza spiegazioni. Inizialmente disperato, si riprende quando conosce Yok del quale si innamora a prima vista e che riesce a conquistare. Inizialmente disapprovato dalla madre omofoba del ragazzo, i suoi sinceri sentimenti riusciranno a far breccia nel cuore della donna che alla fine approverà la loro relazione, arrivando a considerare Mo come un secondo figlio.

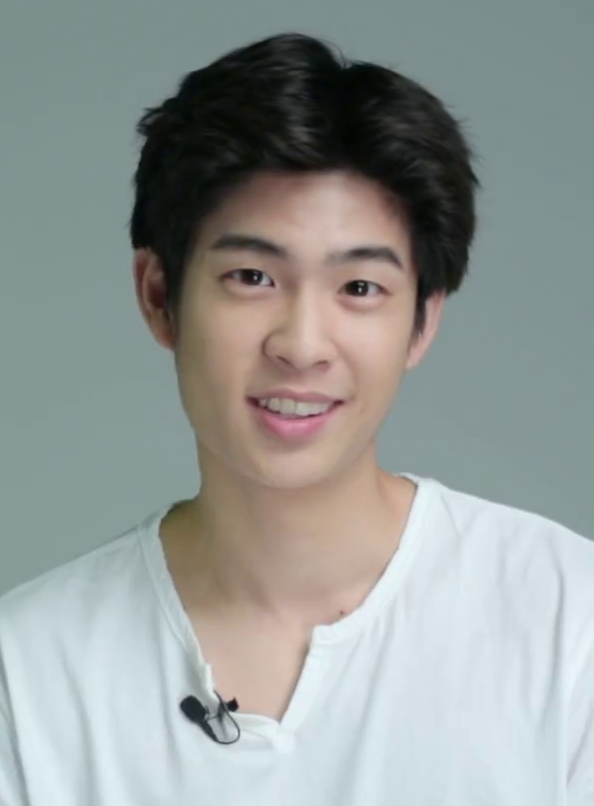
Manapat Techakumphu

### Ricorrenti
- Wit (stagioni 1-2), interpretato da Rathavit Kijworalak "Plan".
Compagno di classe di Fuse, Frame, Book e Lookmo, migliore amico di Ess. Appassionato di video porno, nella seconda stagione comincerà una storia con Lilly.
- Ess (stagioni 1-2), interpretato da Jirapun Nonthanee "Guy".
Compagno di classe di Fuse, Frame, Book e Lookmo, migliore amico di Wit.
- Jean[2] (stagioni 1-2), interpretata da Banyada Inthapuch "Tonson".
Fidanzata storica di Fuse, ma in segreto lo tradisce.
- Dew[3] (stagione 1), interpretato da Sarut Nawapraditkul "Mil".
Primo ragazzo del quale Yok si innamora, conosciuto online.
- Fing (stagioni 1-2), interpretata da Chanchalerm Manasaporn "Proy".
Sorella maggiore di Fuse, amica di Mook. Vende prodotti di bellezza online.
- Tan (stagione 1), interpretato da Witchawet Ua-ampon "Bright".
Fratello di Tee, innamorato, ma non ricambiato, di Fing.
- Mook (stagione 1), interpretata da Rattaporn Sukpun "Praew".
Amica di Fing, di cui è sempre stata innamorata.
- Kritsana/Christina (stagioni 1-2), interpretato da Thanamin Wongsakulpach "Cheewin".
Migliore amico di Yok e dichiaratamente gay, che ha deciso di adottare fermamente il nome Kritsana.
- Madre di Yok (stagioni 1-2), interpretata da Preya Wongragreb "Mam".
Fermamente contraria al fatto che il figlio sia gay, cerca sempre di forzarlo a stare con altre ragazze, inutilmente.
- Praew (stagioni 1-2), interpretata da Smon Chotivisit "Elyse" (stagione 1) e Karnyaphak Pongsak "Sakul" (stagione 2).
Fidanzata storica di Lookmo, che d'improvviso lo lascia senza apparente motivo.
- Seed (stagione 2), interpretato da Nattapat Sakullerphasuk "Film".
Amico d'infanzia di Tee, del quale è innamorato.
- Tern (stagione 2), interpretato da Kavinpat Thanahiransilp "Jo".
Il primo fidanzato di Book.
- Pob (stagione 2), interpretato da Ratchata Pichetshote "MaxKy".
Il nuovo fidanzato della madre di Tee, apertamente bisessuale.
- Fluke (stagione 2), interpretato da Sarun Naraprasertkul "Neng".
Il ragazzo a cui Fing sta progetto dei nuovi interni per l'appartamento.
- Lilly (stagione 2), interpretata da Patnicha Kulasingh "Plai".
Ragazza che s'innamora di Wit a prima vista.
- Copter (stagioni 1-2), interpretato da Tharathon Phumphothingam "Oat".
Compagno di classe e amico di Tee.
- Champ (stagione 1), interpretato da Phiravich Attachitsataporn "Mean".
Compagno di classe e amico di Tee.

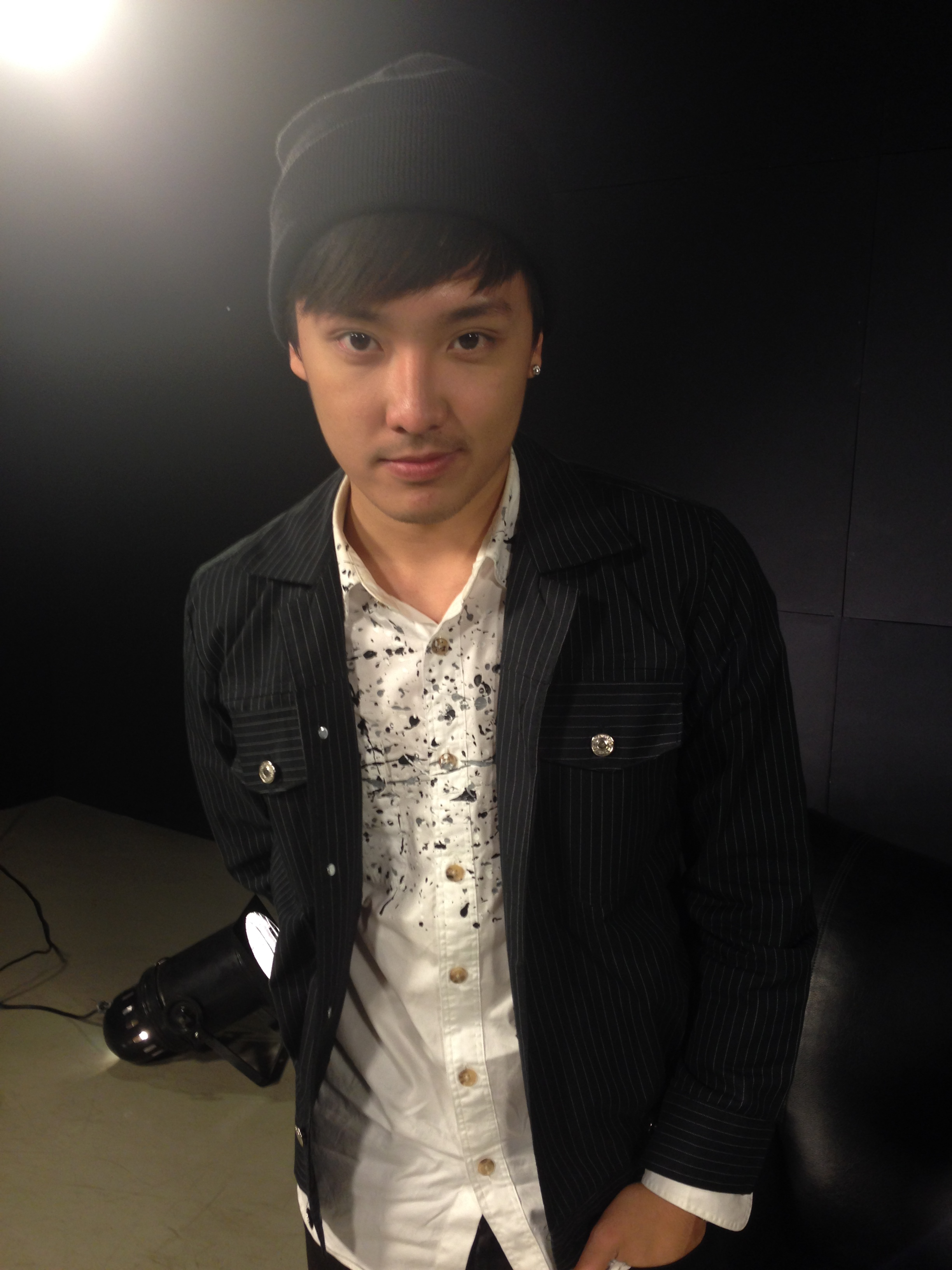
Witchawet Ua-ampon
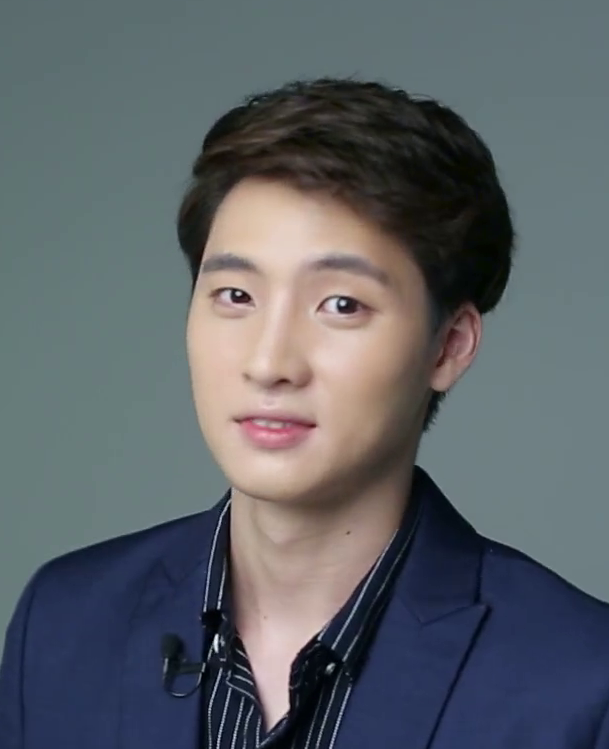
Phiravich Attachitsataporn

## Episodi
| Stagione         | Episodi | Prima TV |
| ---------------- | ------- | -------- |
| Prima stagione   | 12      | 2016     |
| Seconda stagione | 14      | 2017     |

## Colonna sonora
Nella seconda stagione diverse canzoni sono state cantate da uno o più membri del cast sotto il nome da gruppo "Music Camp Project".
- Achirawich Saliwattana - Cheua wah rak tae mee jing (sigla iniziale, prima stagione)
- Sheranut Yusanonda - Reuang meua keun (sigla finale, prima stagione)
- Cast della serie - Kwahm rak tung jet
- Endorphine - Yah tum hai fah pit wung
- INSTINCT - Thoe cha rak chan dai mai
- Tattoo Colour - Tur taung mee chun (You Need Me)
- Sittiwat Imerbpathom - Gaut mai dai
- Bedroom Audio - Krai kon nun
- Endorphine - Plaht
- Nakharin Kingsak - Kon mee sanay
- Klear - Ruk mai tong gahn welah
- Music Camp Project (Peak) - Kor krai suk kon (sigla iniziale, seconda stagione)
- Music Camp Project (Peak, Boom, Ohm e Toey) - Kaup koon na (sigla finale, seconda stagione - tranne ep. 13)
- Music Camp Project (Peak e Boom) - Mai yahk mee kwahm rak (sigla finale ep. 2x13)
- Pawat Chittsawangdee e Sittiwat Imerbpathom - Jub meu chun wai
- Boyd Kosiyabong e Kittiwat Saengpratheep - Nan's Song
- Apiwat Eurthavornsuk - Hai tai si pup pah

## Home video
Nel 2016 la prima stagione è stata distribuita in Thailandia in un cofanetto DVD, in un'edizione a numero limitato, comprendente gli episodi integrali con audio in 5.1 e la possibilità di attivare i sottotitoli in inglese e cinese. Tra i contenuti extra un dietro le quinte e il concerto realizzato dai protagonisti.
Nel 2017 escono altri due cofanetti, sempre in DVD e a numero limitato. "Farewell Boxset SET A" contiene tutta la seconda stagione, anche qui audio 5.1 e sottotitoli inglesi e cinesi. Più numerosi gli extra, che comprendono artwork, poster, dietro le quinte, una spilla di Cosocomo e una maglietta della serie. "Farewell Boxset SET B" comprende invece entrambe le stagioni e tutti gli extra già menzionati.

## Riconoscimenti
Kazz Awards
- 2017 - Serie adolescenziale più popolare[7]

Attitude Awards
- 2018 - Candidatura Serie televisiva preferita dell'anno[8]